# クレヴォ合同

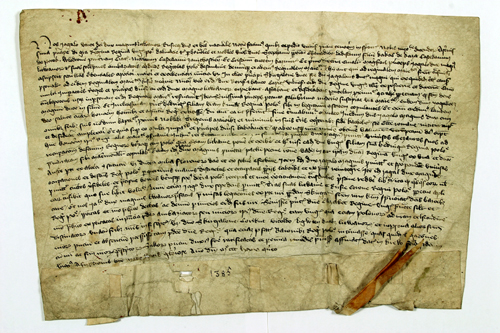
1385年8月14日にクレヴァ（Kreva）で調印された文書

クレヴォ合同（クレヴォごうどう）は、成人前のポーランド女王ヤドヴィガとの婚姻を約束した、リトアニア大公ヨガイラの一連の契約である。

## 概要

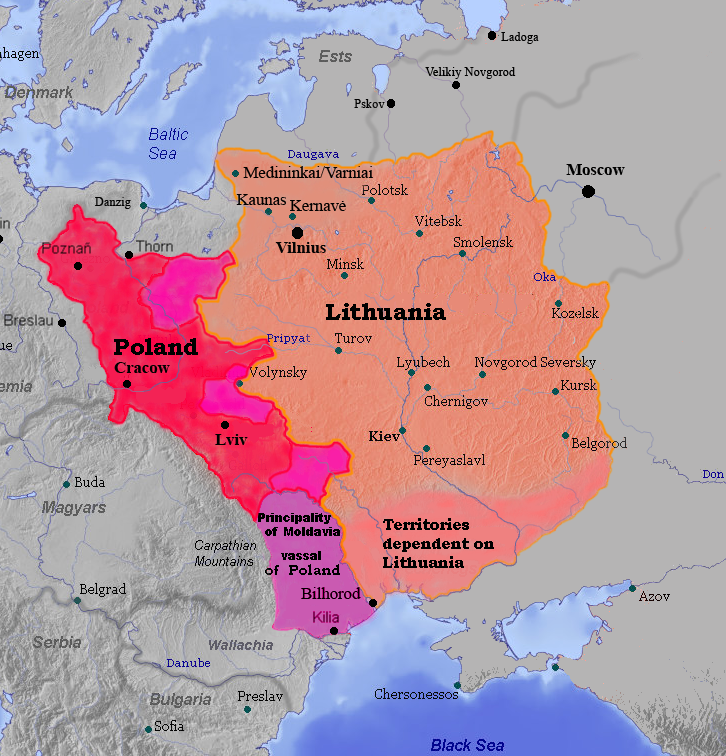
1387年のポーランド＝リトアニア

この婚姻によって、ポーランドとリトアニアの人的同君連合が創られた。文書は1385年8月14日に現在のベラルーシのクレヴァ（ポーランド語称は「クレヴォ Krewo」）の街で調印され、以下のことを契約している。
- 「婚姻の申し込み」 - リトアニア大公ヨガイラとヤドウィガの婚姻
- 異教徒であるヨガイラ、リトアニア貴族、全ての異教徒のリトアニア人のローマ・カトリックへの改宗
- 200,000フローリン金貨のオーストリア公ヴィルヘルムへの支払い - ヤドヴィガとヴィルヘルムの婚約破棄に対する賠償金として
- ヨガイラによって奪われたポーランド領土の返還
- リトアニア人によって捕虜となった全てのキリスト教徒の釈放
- リトアニアとルテニアの土地をポーランド王家に纏める

この法の交渉のメンバーは、一方はヨガイラとその親類、他方は成人前のヤドヴィガの母である皇太后エルジュビェタ、ハンガリー摂政、幾人かのポーランド議会の議員であった。この文書は、婚姻の条件に関する花嫁側へのヨガイラの約束であり、花嫁側の義務は何も記されていない。
この婚姻によって、ヨガイラはポーランド王に即位し、妻の権利を行使する（jure uxoris）こととなり、キリスト教の洗礼を受けた。ヨガイラの新たな洗礼名は、王位についた最後から2番目の生粋のポーランド人であり、散りぢりとなっていた国家を一つにした、ヤドヴィガの曽祖父である短身王ヴワディスワフ1世に敬意を表して付けられた。ヴワディスワフ2世の称号は後に付けられ、ヨガイラをポーランド語にした "Jagiełło"がそのまま使われた。ヴワディスワフと ヨガイラの2つの名前を同時に使用したかどうかは疑わしい。今日、ポーランド人は彼をヴワディスワフ2世ヤギェウォ（Władysław II Jagiełło）と呼んでいる。
この時期、ポーランドの貴族はドイツ騎士団とは以前の和議以来良好な関係を保っていたものの、ハンガリー王家の関係に満足せず、ウクライナの利権を目指しており、一方のリトアニアはドイツ騎士団の直接的な脅威に晒されていたことと、増大するモスクワ大公国の脅威に対抗する強力な体制（少なくとも他国との和議が成立しうるだけの）を望んでいた。そして双方の国の指導者は、この同盟により互いの目的を達成できると考えた。その後、一旦は解消されたものの、1401年にヴィリニュス・ラドム合同として新たに調印され、1413年にホロドウォ合同に改められた。
ヴワディスワフ2世ヤギェウォとヤドヴィガがポーランドとリトアニアを共同統治している間、リトアニア大公国はヨガイラの従兄弟であるヴィトフトが実質的に統治していた。1399年にヤドヴィガが死去したことにより、ヴワディスワフ2世ヤギェウォはポーランドの単独の統治者となり、ヤギェウォ朝の最初の王となった。ヨガイラはポーランド・リトアニア軍を率い、1410年のタンネンベルクの戦いで、ドイツ騎士団に勝利した。
1569年のルブリン合同によってポーランド王国とリトアニア大公国は物的同君連合となった。最終的には1791年5月3日憲法により1つの国家であることが宣言されたが、10月20日に改正された。その後すぐに、2つの国家は形式的には分離したが、19世紀のほとんどの間ロシア帝国の支配下にあった。20世紀初頭、ポーランド第二共和国とリトアニア共和国はそれぞれ独立を宣言した。